# Les Aventuriers du Survivaure
Les Aventuriers du Survivaure (initialement Les Rescapés du Survivaure) est une saga audio diffusée gratuitement et réalisée par Franck Guillois, alias Knarf. Elle est composée de 18 épisodes, ainsi que de divers bonus comme une bande-annonce et plusieurs chansons. Il s'agit d'un space opera parodique et humoristique inspiré entre autres de sagas spatiales telles que Star Wars ou Star Trek.
Cette saga se rapproche de celle des aventuriers du Donjon de Naheulbeuk, dont l'un des personnages (le nain) fait d'ailleurs un bref caméo dans l'un des épisodes.
L'auteur de cette aventure est Knarf (qui a collaboré dans la création du Donjon de Naheulbeuk). Il fait appel à Pen of Chaos, sous le pseudonyme de Nurgle, qui double les voix de Johnson, Eagle, l'ordinateur, le lieutenant Krasbeurk, Le Consiglière du Sénat et le barman de l'épisode 14 .

## Résumé
Dans un futur relativement lointain, la Terre, qui dirige un Consortium multiplanétaire, est menacée par de cruels extraterrestres : les Krygonites. Pour déjouer ces cruels monstres tentaculaires, un équipage  hétéroclite est envoyé par les dirigeants du  Consortium sur la planète Mulhiari, dans le but de ramener sur Terre de l’Hilarium lourd, élément indispensable à la fabrication d'une arme secrète pour vaincre les Krygonites. Mais pour mener à bien cette mission, ce groupe de héros est affecté au vaisseau le plus miteux de toute la galaxie: le NHL2987 Survivaure. Après avoir investi le vaisseau et être laborieusement parvenus à le faire décoller, l'équipage lance accidentellement une torpille à proton, provoquant la destruction du Spatioport qu'il venait de quitter et tuant 74,32 % des 130 000 occupants, soit 96 616 victimes pour être précis ("C'est plutôt un bon score" dira l'extra-terrestre). Nos ex-sauveurs de l'humanité sont alors relevés de leur mission et condamnés à errer dans l'espace à bord de leur poubelle volante.
Le Survivaure met alors le cap sur le système Dinaro, où le capitaine Bleûten espère pouvoir récupérer de l'armement supplémentaire. Après avoir repoussé l'assaut de trois Krygonites qui s’étaient téléportés dans le vaisseau, et après de longues semaines de voyage, l'équipe se téléporte enfin sur Dinaro. Ils y rencontrent une tribu d’indigènes ayant coutume de se suicider de manière plutôt violente (au pistolaser) lors qu'ils offensent quelqu’un. Mais cette peuplade, les prenant pour des criminels, tente de « suicider » l’équipage. Après s’être enfuis, les héros trouvent l’armement recherché, gardé par Rasmusen, abandonné sur cette planète plusieurs années auparavant. Ils arrivent ensuite à échapper à l'armée Krygonite, débarquée sur la planète, en se téléportant, grâce à un coup de chance incroyable, sur le Survivaure.
Pendant ce temps, le Consortium envoie deux « Mercegiaires » (personnel moitié-stagiaire moitié-mercenaires) pour rattraper l’équipage qui atomisa le Spatioport.
Les héros quittent précipitamment la planète Dinaro avant qu'elle n'explose, mais le système de propulsion tombe en panne et le vaisseau se met à dériver vers un champ d’astéroïdes.
Le technicien qu’ils contactent au téléphone leur raccroche au nez en rigolant, car pour fuir la planète Dinaro devenue instable, Johnson avait fait « un pontage statique sur la carte-mère », acte visiblement ou plutôt acoustiquement désopilant pour un technicien sans doute plus qualifié que le sergent. Un généreux réparateur de passage aborde alors le vaisseau, mais celui-ci use d'un dialecte mélangeant patois et argot qui rend difficile la communication avec l'équipage du Survivaure, malgré toute la bonne volonté du droïde traducteur. Dans le même temps, Purtzmann et Glaviozki, les mercegiaires, accumulent les échecs dans leurs tentatives pour retrouver et capturer Bleûten.
Le réparateur quitte finalement le survivaure sans avoir rien réparé, et le sergent Johnson devient la proie d'un terrible mal-être à la suite de la mise hors service du système de production de nourriture du vaisseau, interdisant à l'équipage de manger quoi que ce soit. La chance tourne enfin quand le vaisseau est capté par les Peutêtriens, qui les emmènent sur leurs planète et aident à la réparation du vaisseau. Mais comme ce peuple peut passer des années à décider de leur sort, les aventuriers du Survivaure ne sont pas sortis de l'auberge. Durant leur séjour sur la planète des Peutêtriens, le sergent Johnson apprend qu'il est l'heureux gagnant du « cosmo-gratte », le rendant ainsi multimilliardaire. Au cours d'une réunion stratégique avec leurs hôtes indécis, Bleûten décide d'utiliser un vaisseau Krigonite capturé par les Peutêtriens pour infiltrer la planète Krigonite et saboter leur système de communication. Il embarque alors avec Johnson, mais malheureusement celui-ci a attrapé la gastro-sinusite...
Avec l'aide du D6R27, ils parviennent à pirater le système vidéo du QG Krygonite, où se trouvent le Grand Gluant et le lieutenant Krasbeurk. Bleûten et Johnson commencent à leur raconter des blagues pour leur faire (littéralement) mourir de rire, quand une torpille kryonite fait exploser leur vaisseau. Les Krygonites ont gagné la guerre, mais Pen of Chaos intervient pour remonter les bretelles de Knarf, le scénariste. Celui-ci accepte de faire une autre fin un peu plus gaie, où de la pâte à tartiner et des armoires normandes attaquent les Terriens et les Krygonites. Ces derniers décident donc de faire la paix, pour affronter leur nouvel ennemi commun. Ils y parviendront notamment grâce à un escadron krygonite de joueurs de flûte à bec. Mais POC intervient une nouvelle fois pour rappeler à Knarf que la vraie fin est déjà écrite et parue en BD depuis plusieurs années. Il accepte donc de publier la vraie fin.
Bleûten et Johnson racontent toujours des blagues aux krygonites, qui sont rapidement mis hors-jeu. Les terriens ont gagné la guerre, Bleûten est promu amiral, Johnson est désormais commandant, Eagle rejoint son frère David, commandant du USS Rafale, Sabrovitch a obtenu une autorisation pour se faire opérer et Hans est promu instructeur mécanicien. Il fonde également une famille avec le D6 : « plein de petits D6R27-H59P à l'accent germanique ». Le commandant Johnson a également versé sans le savoir 448,9 milliards de dollars pour reconstruire le spatioport, c'est-à-dire tout ce qui lui restait de son argent gagné au cosmo-gratte.

## Personnages

### Héros
- Le capitaine Bleûten : le commandant en chef de l’équipage. Il ne dépasse pas le mètre soixante. Il déteste l’extra-terrestre en raison de son manque de discipline et de son sens de l’ironie surdéveloppé, et parvient à se disputer avec lui dès leur première rencontre à propos du nom imprononçable de ce dernier ("Il vous avait prévenu, capitaine"). Il n'essaya pas longtemps de prononcer correctement le drôle de prénom, préférant l'appeler "Machin". Du reste, le commandant a beau faire tous les efforts possibles pour mener à bien les missions qui lui sont confiées, il collectionne les échecs. Son occupation "favorite" dans le vaisseau semble être la lecture des phrases saugrenues du fascicule de reconnaissance vocale de l'ordinateur de bord, qui persiste pourtant à ne pas répondre à ses ordres. La dernière fois qu'il lisait l'une des 10 000 phrases dépourvues de sens de ce fascicule, il en était à la lettre "L"...
- Le sergent Johnson Johnson : le second du capitaine Bleûten. Il est très "sensible" et peut même être parfois "déborder d’émotion". Il est également très "ému" par le lieutenant Sabrovitch. Il anime l’aventure à grand renforts de sarcasmes. Sa tendance à "s'émouvoir" devant Sabrovitch disparaît totalement lorsqu'il apprend que celle-ci est en réalité un homme. Malgré le fait qu'il soit son second, Johnson ne s'entend pas toujours très très bien avec le capitaine: il se moque souvent de sa petite taille, ce à quoi Bleûten répond par des blames douloureux, par exemple en demandant à Eagle de le faire taire à grands coups de claques dans la figure. Il  semble que le corps de Sabrovitch, la nourriture et les calembours vaseux soient les principales raisons de vivre du sergent. Dans l'épisode 15, Johnson gagne une véritable fortune au Cosmograt et en dépense une bonne partie dans des achats de vélo d'appartement à moteur, des investissements dans les mallettes à étuis pour sachets, ou au financement du chantier nautique de Sigma 29 (une planète dépourvue d'eau).
- Le caporal Eagle : le pilote du vaisseau, au fort accent américain. Ancien pilote de sous-marin, il a une centaine de plongées à son actif. Son expérience est très… inutile dans un vaisseau spatial, ce qui lui vaudra de nombreuses brimades, ainsi que de nombreuses erreurs stupides sur le vaisseau. Bien qu'il n'y connaisse rien, il s'obstine à prendre les commandes, confondant les instructions de décollage avec l'activation des torpilles.
- Le lieutenant Tatiana Sabrovitch : l’unique femme de l’équipage. Pourvue d’un accent russe et d’un fort penchant nymphomane, elle est déjà partie en mission avec le capitaine Bleûten et le sergent Johnson, qui ont vu la « mangeuse d'hommes » en action. Faisant sans cesse des sous-entendus osés, elle flirte avec tout le monde dans l'équipage (à part le robot et l'extra-terrestre). Sa fonction sur le NHL Survivaure est assez floue: elle est censée s’occuper des communications de cryptage, et est également agent médical de bord. Au cours de l’épisode 13, nous apprenons que Sabrovitch est en fait une femme transgenre (assignée homme à la naissance) et prenait des pilules afin de changer d’apparence et de sexe temporairement en l’attente d’une autorisation pour l’opération chirurgicale qui rendrait le changement permanent. Cette révélation a choqué au plus haut point le sergent Johnson, qui passait son temps à se rincer l'œil sur elle et semblait rêver d'apercevoir Sabrovitch dans le plus simple appareil...
- Hans : le mécanicien allemand, dont l'accent pose bien des problèmes de compréhension à Johnson. Il s’occupe de la salle des machines et plus généralement de l’entretien du vaisseau. Il connaît par cœur chaque boulon du vaisseau et pour cause, il l’a entièrement démonté. Il lui arrive de commettre des actes indignes d'un vrai mécanicien, ce qui n'a pas l'air de le gêner plus que ça. Ses connaissances ne sont que théoriques, sa mémoire est défaillante, les informations du niveau 3 sont assez floues dans sa mémoire, et l’existence d’escaliers lui est inconnue. Malgré sa bonne volonté, il accumule les bévues, même s'il faut reconnaitre à sa décharge que le Survivaure serait déjà impossible à réparer pour le meilleur des mécaniciens...
- Le D6R27-H59P ou D6 : c’est un robot traducteur universel, le fleuron de la technologie terrienne. Il comprend des milliers de langues. Malheureusement, un petit problème de conception est intervenu sur ce prototype: il s'exprime uniquement sous forme de communication sonore binaire. Il fait aussi radio FM, yaourtière, il clignote et il flotte dans l’eau. Ses phrases incompréhensibles sont traduites par l’extraterrestre, mais cela n'aide en rien ou presque à la compréhension (« il dit qu’il est très honoré d’être votre traducteur de capitaine et il a l’espoir d’avoir un grand chiffre de l’expérience du positif en traversant cette mission », ou encore « il dit que la reconnaissance de la bouche parlée du Dinaro est similaire à la potentialité d'une translation adéquate contre le Baldrinais », ou encore « il dit que la chance de l'eau de mer trouvée en dehors du Soleil système est unique en 7,43 milliard d'une »).
- L’extraterrestre bicéphale au nom imprononçable. Il n’aime pas le capitaine, ou du moins autant qu’il n’aime qu’on écorche son nom. Ayant deux cerveaux, il a été recruté par l’amiral du Consortium comme traducteur binaire-français, pour déchiffrer les quelques discussions du D6R27-H59P. Il semble être doté d'un cynisme à toute épreuve, ce qui a le don d'agacer au plus haut point le capitaine, qui se trouve être intellectuellement bien inférieur à lui et ne supporte pas ses divers sous-entendus. Son intelligence supérieure a tout de même sauvé l'équipage durant le passage sur Dinaro. Il semble si négatif que la mort ne lui fait pas peur, et les situations critiques lui inspirent souvent des suggestions peu réconfortantes.

### Personnages secondaires
- L’amiral Mc Grégor : le dirigeant de l’opération « ramener de l’Hilarium lourd pour vaincre les Krygonites qui menacent d’envahir la Terre ». C'est un des personnages les plus hauts gradés du Consortium. Il fut jadis l'instructeur de Bleûten à l'école militaire. Bleûten avait une excellente estime de son supérieur, avant que ce dernier ne le licencie, tout ça pour une petite explosion de rien du tout...
- L'ingénieur Thobias Rasmusen : un homme d’équipage qui a été autrefois abandonné par Bleûten et Johnson sur Dinaro afin de garder un stock d’armes expérimentales (ces dernières se trouvent être d’ailleurs défectueuses). Il n’a pas eu une existence facile sur Dinaro, où il a mené une vie de solitaire pendant 12 ans et 11 mois. Il capture nos amis avant de les sauver des Krygonites. Il voue une haine sans bornes à Bleûten, qui est responsable de son abandon, et ne rate pas une occasion de lui rappeler (tout) ce qu'il a enduré...
- Haldar : un homme faisant partie du grand conseil du Consortium. Pour réussir sa campagne électorale, il envoya les mercegiaires (voir ci-dessous) pour traquer Bleûten[2].
- Le type des services spéciaux : un agent à l'esprit tordu travaillant pour le sénat. C'est lui qui souffle à Haldar l'idée d'engager les mercegiaires Purtzmann et Glaviozki pour pourchasser Bleûten[3].
- Glaviozki : un "mercegiaire" (contraction de "mercenaire" et "stagiaire") engagé avec Purtzmann par le Consortium pour traquer Bleûten. Il ne pense qu’à manger, souvent des chips avec de la mayonnaise, et se revèle être le plus idiot des deux, se référant toujours à la nourriture et balançant des blagues stupides. Purtzmann serait son idole.
- Purtzmann : un mercegiaire engagé avec Glaviozki (voir ci-dessus) pour traquer Bleûten, il est plus intelligent que son partenaire(ce qui n'est pas très dur), mais ne pense pas beaucoup à regarder les rapports de mission.
- Le Sénateur Ducan : sénateur du Consortium dont le nom est régulièrement écorché ("c'est un a, pas un o!").
- Rex : l’ordinateur du Survivaure. Il énerve beaucoup Bleûten, car il demande sans arrêt un mot de passe très compliqué pour exécuter les ordres les plus importants (se taire, par exemple). En revanche, il semble vouloir obéir à Johnson sans discuter, ce qui ne fait qu'agacer encore plus Bleûten.
- Les indigènes de Dinaro : Peuple de la planète éponyme qui capturent les héros dans l’épisode 9. Ils se reproduisent par « auto-génération spontanée », c'est-à-dire par duplication moléculaire de leur corps après une émotion positive intense. Ce mode de reproduction facile implique une grande régularisation de la population, qui a donc tendance à se suicider pour un rien (il ne faut jamais se plaindre d'un indigène). C'est également ce mode qui clôturera leur perte finale, dans l'épisode 12. Voyant débarquer l'armée Krygonite, le peuple croit à l'arrivée des dieux et se reproduisent en tous sens. Finalement, leur planète, ne pouvant plus supporter ce surpoids nouveau, implosera.
- Les Peutêtriens : une race extraterrestre ayant une tendance très agaçante pour les humains à s'exprimer exclusivement par hypothèses : par exemple, un film Peutêtrien connu a pour titre « Dansons peut-être sous la pluie ». Ils sont en guerre contre les Krygonites, bien qu'il soient lents à prendre des décisions militaires (ou toute autre décision, d'ailleurs, vu qu'ils ne pensent et ne parlent d'actes que de façon hypothétique).

### Ennemis
- Les Krygonites : des extra-terrestres belliqueux pourvus de tentacules, à l’apparence répugnante, sauf aux yeux du lieutenant Sabrovitch. Ils sont les pires adversaires du Consortium et de dangereux guerriers, mais ils ont un point faible: ils souffrent le martyre en riant, et peuvent même (littéralement) mourir de rire. Ils tentent de mettre en échec la mission du Survivaure, pour pouvoir empêcher les terriens de leur résister, et d’éviter de succomber à « l’arme secrète » terrienne… qui est en fait du gaz hilarant, l’Hilarium lourd et dont on espère que les Krygonites meurent de ses effets dévastateurs[4], mais ce gaz est inutile quand le sergent Johnson est dans les parages…
- Le lieutenant Krasbeurk : ce Krygonite est le second du Grand Gluant et essaye de détruire le NHL Survivaure mais n’y arrive pas, ce qui exaspère son maître le Grand Gluant, qui a déjà essayé plusieurs fois de faire des nœuds avec ses tentacules.
- Le Grand Gluant : chef ignoble, sans pitié, sans compassion, sans humanité (normal pour un extra-terrestre). Il est le chef d’État de tous les Krygonites, mais pauvre petit mari de sa deuxième femme assez exigeante.
- Commandeur : sous-chef ayant capturé le Survivaure dans l’épisode 10. Ce krygonite n’hésite pas à utiliser la torture pour faire parler sa victime (Hans) avec « le kit de torture modèle no 8 » (une boîte contenant plein de pinceaux) qu’il a inventé (c’est le numéro 8 mais c’est le seul nécessaire de torture existant chez les Krygonites). Ce qu'il ignore, c'est que les terriens aiment rire, contrairement aux Krygonites qui en souffrent... Il est toujours accompagné de son Lieutenant. Il meurt avec son Lieutenant, tué par Rasmusen en leur tirant du chewing-gum rose qui les engluèrent (épisode 12).
- Les Visiteurs de l'étoile du soir sont les ennemis des habitants de la planète Dinaro. L'équipage se faisant passer pour les visiteurs de l'étoile du soir - pensant que c'était une sorte de divinité  interstellaire - ont failli mourir dans le grand "magma de l'incertitude".

## Adaptation en bande dessinée
Les Aventuriers du Survivaure a été adapté en bande dessinée, avec toujours Knarf au scénario et, à l’instar du Donjon de Naheulbeuk, Marion Poinsot au dessin. Cette adaptation comprend trois tomes contenant en plus des scènes fidèlement retranscrites de la parodie MP3, des scènes inédites et la fin de l'histoire qui n'était à l'époque pas encore disponible en audio.
- Franck Guillois, Marion Poinsot, Les aventuriers du NHL2987 Survivaure - Le cycle des Krygonites, chapitre 1, Clair de Lune, 2006,  (ISBN 2-913714-90-0)
- Franck Guillois, Marion Poinsot, Les aventuriers du NHL2987 Survivaure - Le cycle des Krygonites, chapitre 2, Clair de Lune, 2007,  (ISBN 978-2-35325-015-8)
- Franck Guillois, Marion Poinsot, Les aventuriers du NHL2987 Survivaure - Le cycle des Krygonites, chapitre 3, Clair de Lune, 2008,  (ISBN 978-2-35325-059-2)

De nouveaux ouvrages sont sortis, racontant une histoire complètement inédite se déroulant peu après l'originale.
- Franck Guillois, Marion Poinsot, Les aventuriers du NHL2987 Survivaure - L'amiral prend la porte, Clair de Lune, 2009,  (ISBN 978-2-35325-117-9)
- Franck Guillois, Marion Poinsot, Les aventuriers du NHL2987 Survivaure - Colonisation, partie 1, Clair de Lune, 2011,  (ISBN 978-2-35325-260-2)
- Franck Guillois, Marion Poinsot, Les aventuriers du NHL2987 Survivaure - Colonisation, partie 2, Clair de Lune, 2016,  (ISBN 978-2-35325-355-5),

Les éditions Clair de Lune publient également Le Donjon de Naheulbeuk et La Tour de Kyla.